# 続々・テレビまんが主題歌のあゆみ
『続々・テレビまんが主題歌のあゆみ』（ぞくぞく・テレビまんがしゅだいかのあゆみ）は、日本コロムビアから1987年12月21日に発売されたアニメソングのコンピレーション・アルバムである。『テレビまんが主題歌のあゆみシリーズ』第3弾にあたる。2005年12月21日にはデジタル・リマスタリング仕様で再発売された。

## 解説
- 本作は1975年から1978年までに放送開始されたアニメの主題歌（オープニング・テーマ）を、CD2枚組で全49曲収録している。
- DISC1には、1975年10月から1977年3月までに放送開始されたアニメの主題歌が全25曲、DISC2には、1977年4月から1978年9月までに放送開始されたアニメの主題歌が全24曲収録されている。
- なお、本作の放送期間中にスタートした『花の係長』・『妖怪伝 猫目小僧』・『ルパン三世』[1]・『無敵鋼人ダイターン3』の主題歌はコロムビアからリリースされているのにもかかわらず本作には収録されていない。

## 収録曲

### DISC 1
1. シンドバッドのぼうけん
作詞：若林一郎、作、編曲：菊池俊輔、歌：堀江美都子、コロムビアゆりかご会
フジテレビ系「アラビアンナイト シンドバッドの冒険」オープニングテーマ
2. クムクムのうた
作詞：木島始、作曲：すぎやまこういち、編曲：あかのたちお、歌：堀江美都子、コロムビアゆりかご会
MBS系「わんぱく大昔クムクム」オープニングテーマ
3. 鋼鉄ジーグのうた
作詞：林春生、作、編曲：渡辺宙明、歌：水木一郎、こおろぎ'73、コロムビアゆりかご会
NET系「鋼鉄ジーグ」オープニングテーマ
4. とべ!グレンダイザー
作詞：保富康午、作曲：菊池俊輔、歌：ささきいさお、コロムビアゆりかご会
フジテレビ系「UFOロボ グレンダイザー」オープニングテーマ
5. ペペロの冒険
作詞：楳図かずお、作曲：山下毅雄、編曲：筒井広志、歌：堀江美都子
NET系「アンデス少年ペペロの冒険」オープニングテーマ
6. タリラリランのコニャニャチワ
作詞：東京ムービー企画部、作曲：渡辺岳夫、編曲：あかのたちお、歌：コロムビアゆりかご会、グリーンピース、台詞：雨森雅司
日本テレビ系「元祖天才バカボン」オープニングテーマ
7. 草原の少女ローラ
作詞：岩谷時子、作曲：川口真、歌：大杉久美子、コーラル・エコー
TBS系「草原の少女ローラ」オープニングテーマ
8. とんちんかんちん一休さん
作詞：山元護久、作曲：宇野誠一郎、歌：相内恵、ヤング・フレッシュ
NET→テレビ朝日系[2]「一休さん」オープニングテーマ
9. ほらハックルベリィ・フィン
作詞：中山千夏、作曲：越部信義、歌：堀江美都子、こおろぎ'73、コロムビアゆりかご会
フジテレビ系「ハックルベリィの冒険」オープニングテーマ
10. 草原のマルコ
作詞：深沢一夫、作、編曲：坂田晃一、歌：大杉久美子
フジテレビ系「母をたずねて三千里」オープニングテーマ
11. 大空魔竜ガイキング
作詞：保富康午、作曲：菊池俊輔、歌：ささきいさお、コロムビアゆりかご会
フジテレビ系「大空魔竜ガイキング」オープニングテーマ
12. ダッシュ!マシンハヤブサ
作詞：保富康午、作曲：すぎやまこういち、歌：水木一郎、コロムビアゆりかご会
NET系「マシンハヤブサ」オープニングテーマ
13. 行くぞ!ゴーダム
作詞：若林一郎、作曲：小林亜星、編曲：青木望、歌：水木一郎、ヤング・フレッシュ
ABC系「ゴワッパー5ゴーダム」オープニングテーマ
14. コン・バトラーVのテーマ
作詞：八手三郎、作曲：小林亜星、編曲：筒井広志、歌：水木一郎、ザ・ブレッスン・フォー
NET→テレビ朝日系[2]「超電磁ロボ コン・バトラーV」オープニングテーマ
15. ぼくはピコリーノ
作詞：片桐和子、作曲：中村泰士、編曲：京建輔、歌：大杉久美子、ヤング・フレッシュ
ABC系「ピコリーノの冒険」オープニングテーマ
16. たたかえ!ガ・キーン
作詞：浦川しのぶ、作曲：渡辺宙明、歌：水木一郎、堀江美都子、こおろぎ'73
NET→テレビ朝日系[2]「マグネロボ ガ・キーン」オープニングテーマ
17. キャンディ キャンディ
作詞：名木田恵子、作曲：渡辺岳夫、編曲：松山祐士、歌：堀江美都子、ザ・チャープス
NET→テレビ朝日系[2]「キャンディ・キャンディ」オープニングテーマ
18. がんばれドカベン
作詞：水島新司、保富康午、作曲：菊池俊輔、歌：こおろぎ'73
フジテレビ系「ドカベン」オープニングテーマ[3]
19. リトル・ルルとちっちゃい仲間
作詞：香山美子、作、編曲：越部信義、歌：堀江美都子、ヤング・フレッシュ
ABC系「リトル・ルルとちっちゃい仲間」オープニングテーマ
20. ポールの冒険
作詞：若林一郎、作曲：菊池俊輔、歌：大杉久美子、コロムビアゆりかご会
フジテレビ系「ポールのミラクル大作戦」オープニングテーマ
21. わたしのビートン
作詞：大隅正秋、作曲：川口真、歌：大和田りつこ
TBS系「ろぼっ子ビートン」オープニングテーマ
22. ロックリバーへ
作詞：岸田衿子、作曲：渡辺岳夫、編曲：松山祐士、歌：大杉久美子、セントメリーチルドレンコーラス、コロムビアゆりかご会
フジテレビ系「あらいぐまラスカル」オープニングテーマ
23. マルス2015年
作詞：伊藤アキラ、作曲：越部信義、歌：スチーブン・トート、こおろぎ'73
フジテレビ系「ジェッターマルス」オープニングテーマ
24. トライアタック!メカンダーロボ
作詞：保富康午、作、編曲：渡辺宙明、歌：水木一郎、コロムビアゆりかご会
東京12チャンネル系「合身戦隊メカンダーロボ」オープニングテーマ
25. すきだッダンガードA
作詞：伊藤俊也、作、編曲：菊池俊輔、歌：ささきいさお、ヤング・フレッシュ
フジテレビ系「惑星ロボ ダンガードA」オープニングテーマ

### DISC 2
1. 氷河戦士ガイスラッガー
作詞：石ノ森章太郎、作、編曲：菊池俊輔、歌：水木一郎
テレビ朝日系「氷河戦士ガイスラッガー」オープニングテーマ
2. あしたへアタック
作詞：神保史郎、作曲：越部信義、歌：堀江美都子
フジテレビ系「あしたへアタック!」オープニングテーマ
3. 超常スマッシュ!ギンガイザー
作詞：保富康午、作曲：横山菁児、歌：ささきいさお、東京荒川少年少女合唱隊
ABC系「超合体魔術ロボ ギンガイザー」オープニングテーマ
4. おおきなくまになったら
作詞：香山美子、作曲：小森昭宏、歌：大杉久美子
ABC系「シートン動物記 くまの子ジャッキー」オープニングテーマ
5. ボルテスVの歌
作詞：八手三郎、作曲：小林亜星、編曲：高田弘、歌：堀江美都子、こおろぎ'73、コロムビアゆりかご会
テレビ朝日系「超電磁マシーン ボルテスV」オープニングテーマ
6. 超人戦隊バラタック
作詞：浦川しのぶ、作、編曲：小森昭宏、歌：水木一郎、コロムビアゆりかご会
テレビ朝日系「超人戦隊バラタック」オープニングテーマ
7. ぼくらは旅の音楽隊
作詞：丘灯至夫、作曲：越部信義、歌：大杉久美子、ヤング・フレッシュ
フジテレビ系「風船少女テンプルちゃん」オープニングテーマ
8. やるぞ一発!野球道
作詞：伊藤アキラ、作曲：市川昭介、編曲：筒井広志、歌：千葉由美、ヤング・フレッシュ、こおろぎ'73
フジテレビ系「一発貫太くん」オープニングテーマ
9. 行け行け飛雄馬
作詞：東京ムービー企画部、作曲：渡辺岳夫、編曲：松山祐士、歌：ささきいさお、こおろぎ'73
よみうりテレビ系「新巨人の星」オープニングテーマ
10. おれは鉄兵
作詞：保富康午、作、編曲：渡辺宙明、歌：藤本房子、こおろぎ'73、コロムビアゆりかご会
フジテレビ系「おれは鉄兵」オープニングテーマ
11. グランプリの鷹
作詞：保富康午、作曲：宮川泰、歌：水木一郎、フィーリング・フリー
フジテレビ系「アローエンブレム グランプリの鷹」オープニングテーマ
12. 激走!ルーベンカイザー
作詞：八手三郎、作曲：菊池俊輔、歌：ささきいさお、こおろぎ'73
テレビ朝日系「激走!ルーベンカイザー」オープニングテーマ
13. とびだせ!マシーン飛竜
作詞：加賀進、作曲：筒井広志、歌：こおろぎ'73
東京12チャンネル系「とびだせ!マシーン飛竜」オープニングテーマ
14. 若草のシャルロット
作詞：冬杜花代子、作曲：鈴木宏昌、歌：かおりくみこ
ABC系「若草のシャルロット」オープニングテーマ
15. 野球狂の詩
作曲：渡辺宙明、スキャット：堀江美都子、コロムビア男声コーラス
フジテレビ系「野球狂の詩」オープニングテーマ
16. ペリーヌものがたり
作詞：つかさ圭、作曲：渡辺岳夫、編曲：松山祐士、歌：大杉久美子
フジテレビ系「ペリーヌ物語」オープニングテーマ
17. キャプテンハーロック
作詞：保富康午、作曲：平尾昌晃、編曲：横山菁児、歌：水木一郎
テレビ朝日系「宇宙海賊キャプテンハーロック」オープニングテーマ
18. 魔女っ子チックル
作詞：永井豪、作曲：渡辺岳夫、編曲：馬飼野俊一、歌：堀江美都子、コロムビアゆりかご会
テレビ朝日系「魔女っ子チックル」オープニングテーマ
19. 立て!闘将ダイモス
作詞：八手三郎、作、編曲：菊池俊輔、歌：ささきいさお、コロムビアゆりかご会
テレビ朝日系「闘将ダイモス」オープニングテーマ
20. 青春の歌が聞こえる
作詞：保富康午、作曲：荒木とよひさ、編曲：丸山雅仁、歌：荒木とよひさ
フジテレビ系「一球さん」オープニングテーマ
21. スタージンガーの歌
作詞：伊藤アキラ、作曲：菊池俊輔、編曲：青木望、歌：ささきいさお、こおろぎ'73
フジテレビ系「SF西遊記スタージンガー」オープニングテーマ[4]
22. これでいいのか
作詞：千家和也、作曲：萩田光雄、編曲：青木望、歌：こおろぎ'73、コロムビアゆりかご会
MBS系「まんが偉人物語」後期オープニングテーマ[5]
23. はいからさんが通る
作詞：中里綴、作曲：関田昇介、編曲：山口ますひろ、歌：関田昇介
ABC系「はいからさんが通る」オープニングテーマ
24. 銀河鉄道999
作詞：橋本淳、作曲：平尾昌晃、編曲：青木望、歌：ささきいさお、杉並児童合唱団
フジテレビ系「銀河鉄道999」オープニングテーマ